# Cogswellia
Cogswellia là chi thực vật có hoa trong họ Apiaceae.